# ニトラゼパム

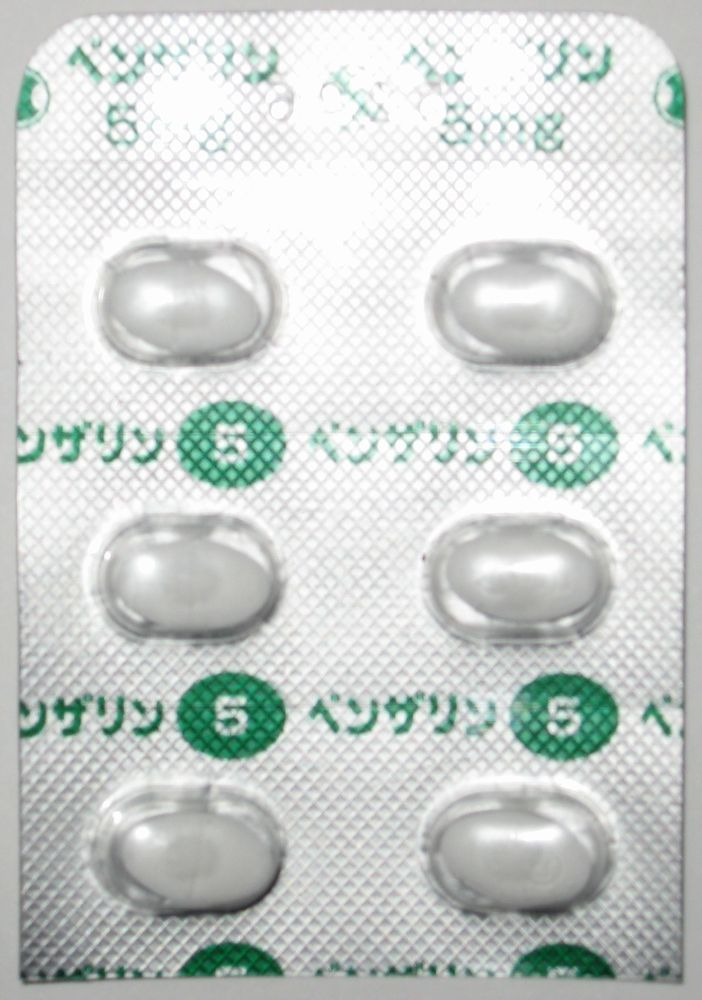
ニトラゼパム製剤であるベンザリン錠5mg

ニトラゼパム（Nitrazepam）は、ベンゾジアゼピン系の中間型作用時間を持つ睡眠薬である。習慣性医薬品指定。日本では、1967年に商品名ベンザリン (Benzarin) として塩野義製薬が開発・発売し、またネルボン (Nelbon) として第一三共が販売している。
連用により依存症、急激な量の減少により離脱症状を生じることがある。向精神薬に関する条約のスケジュールIVに指定されている。麻薬及び向精神薬取締法の第三種向精神薬である。

## 特徴
睡眠剤としては中期～長期作用型に分類される。半減期が12-24時間であり、長時間型にも匹敵する。このため、翌日に眠気、だるさなどが残ることがある。寝付の改善には不向きで、超短時間型や短時間型を使用すべきである。
日本国外での商品名、Alodorm, Mogadon, Nitredon, Nilandron など。

## 効能・効果
次のような効能・効果がある。
- 不眠症
- 麻酔前投薬
- 異型小発作群（点頭てんかん、ミオクロヌス発作、失立発作等）
- 焦点性発作（焦点性痙攣発作、精神運動発作、自律神経発作等）

## 剤形
- 錠 － 2mg / 5mg / 10mg
- 細粒 － 1%

## 副作用
ふらふら感、倦怠感、眠気、残眠感、頭痛、頭重感、嘔気、嘔吐、口渇などが報告されているが、いずれも一過性かつ、軽度のものである。

### 依存性
日本では2017年3月に「重大な副作用」の項に、連用により依存症を生じることがあるので用量と使用期間に注意し慎重に投与し、急激な量の減少によって離脱症状が生じるため徐々に減量する旨が追加され、厚生労働省よりこのことの周知徹底のため関係機関に通達がなされた。奇異反応に関して、錯乱や興奮が生じる旨が記載されている。医薬品医療機器総合機構からは、必要性を考え漫然とした長期使用を避ける、用量順守と類似薬の重複の確認、また慎重に少しずつ減量する旨の医薬品適正使用のお願いが出されている。調査結果には、日本の診療ガイドライン5つ、日本の学術雑誌8誌による要旨が記載されている。